# Jacksons' Gap
Jacksons' Gap es un pueblo ubicado en el condado de Tallapoosa en el estado estadounidense de Alabama. En el censo de 2000, su población era de 761.

## Demografía
En el 2000 la renta per cápita promedia del hogar era de $ 23.026$, y el ingreso promedio para una familia era de 28.333$. El ingreso per cápita para la localidad era de 14.710$. Los hombres tenían un ingreso per cápita de 23.676$ contra 18.182$ para las mujeres.

## Geografía
Jacksons' Gap está situado en 32°52′54″N 85°49′7″O / 32.88167, -85.81861 (32.881670, -85.818582).
Según la Oficina del Censo de los EE. UU., la ciudad tiene un área total de 8.43 millas cuadradas (21.83 km²).